# 게리 위닉
게리 위닉(영어: Gary Winick, 1961년 3월 31일~2011년 2월 27일)은 미국의 영화 감독이다.

## 수상 내역
- 1999년 베를린 국제 영화제 수정곰상
- 2002년 제18회 선댄스영화제 감독상
- 2004년 존 카사베츠 어워드 영화제 감독상